# 小西國友
小西國友（こにし くにとも、小西国友、1938年- ）は、日本の法学者、立教大学名誉教授。

## 人物・来歴
東京生まれ。1962年東京大学法学部卒業。67年同大学大学院博士課程単位取得修了。同年司法修習生。69年「解雇の自由 判例理論を中心にして」で法学博士。立教大学法学部教授、2004年定年退職、名誉教授。

## 著書
- 『要説労働法』法研出版, 1991.4
- 『労働法の基礎 現実と法理のはざまで学ぶ』日本評論社, 1993.8
- 『解雇と労働契約の終了』有斐閣, 1995.10
- 『労働法の基本問題 論理とその展開』法研出版, 1997.12
- 『社会保障法』 (有斐閣ブックス) 2001.3
- 『現代社会と法 人と法とのかかわり』三省堂, 2002.4
- 『労働法』三省堂, 2008.8
- 『国際労働法』 (法律学講座) 信山社, 2012.2
- 『平等と差別の法理』（労働法) 信山社, 2021.8

### 共編著
- 『演習労働法』 (法学教室選書) 菅野和夫共著. 有斐閣, 1983.9
- 『労働関係法』渡辺章, 中嶋士元也共著. (有斐閣Sシリーズ) 1992

## 論文
- <小西國友